# Жінка, що читає листа
Жінка, що читає листа (нід. Brieflezende vrouw) — невелика картина нідерландського художника Яна Вермера (1632—1675), написана близько 1662—1664 років. Її також називають «Жінка у блакитному, що читає листа» (нід. Brieflezende vrouw in het blauw) або іноді «Жінка у блакитному» (нід. Het blauwe vrouwtje). Вона належить муніципалітету Амстердама і була передана в 1885 році в оренду Державному музею Амстердама.

## Опис
Молода жінка стоїть серед меблів голландської вітальні і читає листа. Вона стоїть у світлі вікна, розташованого за кадром зліва. Таке розташування, а також сама жінка викликають спогади про картину «Дівчина, що читає лист біля відкритого вікна», яку Вермер намалював кількома роками раніше, але зображення тут набагато спокійніше. Відсутність підлоги, стелі та кутів створює власний світ, в якому позиції між ними не зафіксовані заздалегідь. Таке поле зору є унікальним серед інтер'єрів Вермера. Задня стіна більше схожа на блакитне небо у «Краєвиді Делфта», ніж інші його стіни.
Інтроспективний характер сцени підкреслюється використанням приглушених синього та коричневого кольорів. Світло і тінь грають з глядачем у гру. Стілець і згорток карти відкидають на стіну падаючу тінь, але через відсутність жінки вона ніби виділяється на тлі.
Зображена карта належить авторству Бальтазара Флоріша ван Беркенроде і має назву Landkaart van Holland en West-Friesland, опублікована у 1621 році Віллемом Янсзоном Блау. Карта містить додаткову письмову інформацію на нижньому та бокових краях, зокрема про мешканців. Частини карти також з'являються на картинах Вермеєра «Солдат і дівчина, що сміється» та «Лист від коханого».

### Значення
У жанровому живописі Золотої доби Нідерландів жінка, яка читає листа, зазвичай асоціювалася з коханням. Карта, що висить на стіні позаду жінки, ідентифікована як карта Голландії та Західної Фрисландії 1620 року Бальтазара Флоріса ван Беркенроде, може означати, що авторка листа подорожує. Цю ж карту можна побачити на картині «Солдат і дівчина, що сміється». Багато хто припускає, що жінка вагітна, як і на «Жінці з терезами», що датується тим самим періодом, але вільний одяг — «беддеяк», який носили заможні жінки, не є чимось незвичайним для того часу. Щодо теми шлюбу, то Вермеєр залишає її відкритою.
На столі лежить перлове намисто поруч зі скринькою для прикрас, хустинка і розгорнутий аркуш паперу, ймовірно, конверт або другий аркуш листа. Перли можуть асоціюватися із ванітас, бажанням зробити себе привабливим, без моральних суджень. Скринька з перлами — це зображення першого смертного гріха Superbia, гордині.
На столі лежить перлове намисто поруч зі скринькою для коштовностей, шийною хусткою і розгорнутим аркушем паперу, ймовірно, конвертом або другим аркушем листа. Перли можуть асоціюватися з vanitas, бажанням зробити себе привабливим, не виносячи морального судження. Скринька з перлами є зображенням першого смертного гріха гордості.

## Історія
«Жінка, що читає листа» була подарована місту Амстердаму в 1854 році як частина спадщини амстердамського колекціонера Адріана ван дер Хупа. Картина експонувалася в музеї Ван дер Хупа, який у 1885 році переїхав до Державного музею Амстердама. Це була перша картина Вермера в колекції музею, де зараз також зберігаються «Молочниця», «Лист від коханого» та «Маленька вулиця».
Перша згадка про «Жінку, що читає листа», ймовірно, міститься в каталозі аукціону від імені Пітера ван дер Ліпа в Амстердамі 14 червня 1712 року. Запис на аукціоні для Мозеса де Чавеса від 30 листопада 1772 року не залишає жодних сумнівів. 11 квітня 1791 року в аукціонному каталозі картину хвалили за тонкі відтінки кольору, світлі й темні: «het bevallig ligt en donker geeft een schoone welstand». На аукціоні 14 серпня 1793 року власником картини став доктор ван дер Шлей, а 10 червня 1801 року — Герман тен Кате. У наступні роки полотно, мабуть, покинуло Амстердам, оскільки 16 січня 1809 року воно згадується на аукціоні Lespinasse de Langeac у Парижі. 19 квітня 1825 року вона була продана там же на аукціоні пану Лапейрієру. Покупець Берто, можливо, привіз її до Лондона, де дилер Джон Сміт продав її Ван дер Хупу близько 1839 року.
Згідно з каталогом виставки National Gallery of Art and Royal Cabinet of Paintings Mauritshuis — Washington and The Hague, 1995, написаним знавцем Вермера Артуром К. Вілоком-молодшим, на поверхні фарб видно сліди легкого зношення, а кольори, в які домішано білий, локально потемніли. Синій колір одягу, стільців і скатертини також знебарвився. Шкатулка з коштовностями і тканина поруч з нею втратили частину своєї первісної чіткості під час реставрації.
Під час реконструкції Державного музею, з червня 2011 по березень 2012 року картину було надано в тимчасове користування для подорожі кількома музеями Японії.